# Christie M1931
El Christie M1931, conocido como Carro de Combate, T1 en la Caballería estadounidense y Tanque Mediano, Convertible, T3 en la rama de Infantería, era un tanque de ruedas a orugas diseñado por J. Walter Christie para el Ejército de los Estados Unidos que utilizaba las ideas de Christie de un motor aeronáutico y la novedosa suspensión Christie para proporcionar una gran movilidad.
El M1931 fue el primer tanque de Christie en ser aceptado para su producción por el Ejército de los Estados Unidos y fue utilizado brevemente por unidades de tanques experimentales. El diseño de Christie tuvo más influencia en Europa, donde la URSS y el Reino Unido desarrollaron las ideas de Christie en forma de carros Bystrokhodny (rápidos) y carros de crucero, respectivamente.

## Desarrollo
El Christie M1931 se originó como el M1928, que utilizaba la suspensión de Christie y tenía la capacidad de funcionar sobre sus orugas o sobre las ruedas. El M1928 fue demostrado extraoficialmente al ejército de EE. UU. atravesando una ruta a una velocidad media de 45 km/h (28,0 mph) ; Por el contrario, los tanques T1E1 del ejército estadounidense (que se espera que reemplacen a sus tanques ligeros M1917 de la Primera Guerra Mundial) tenían un promedio 16 km/h (9,9 mph) sobre la misma ruta. Esto generó suficiente interés para considerar adecuadamente las ideas de Christie.
En 1930, después de prolongadas negociaciones, se firmó un contrato con Christie's US Wheel Track Layer Corporation para construir una versión mejorada del M1928 a un costo de 55.000 dólares.
El prototipo M1931, sin armamento, fue entregado en marzo de 1931. En junio se realizó un pedido de siete más; estos fueron entregados en 1932. Oficialmente llamado "Tanque Medio Convertible T3", tres fueron a la Compañía F, 67.º de Infantería (Tanques Medianos) en Fort Benning . Los cuatro restantes fueron pasados al 1.er Regimiento de Caballería (Mecanizado) en Fort Knox . Con el arma reemplazada por una ametralladora pesada, pasaron a llamarse "Combat Car T1".   [lower-alpha 2] El prototipo fue devuelto a Christie.